# Кінцева міра довжини

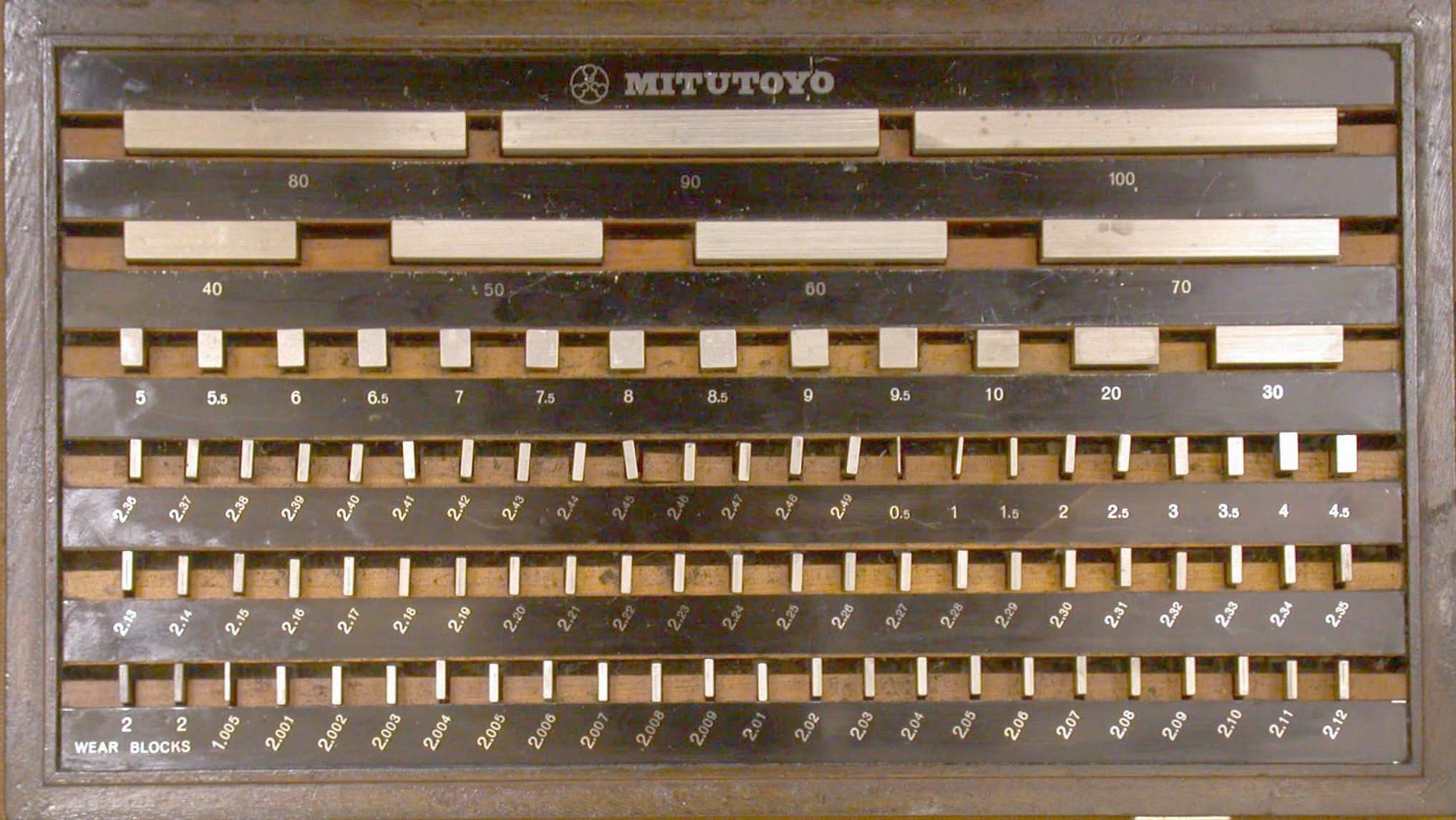
Набір керамічних кінцевих мір довжини від 0,5 до 100 мм

Кінце́ва мі́ра довжини́ (КМД, плоскопаралельні кінцеві міри довжини, плитки Йогансона) — міра довжини від 0,5 до 1000 мм, виконана у формі прямокутного паралелепіпеда або круглого циліндра, з нормованим розміром між вимірювальними площинами.

## Історична довідка
Ідею використання кінцевих мір певної довжини та їх комбінування для точного відтворення заданих розмірів уперше було сформульовано шведським вченим і винахідником К. Е. Йогансоном (англ. Carl Edvard Johansson) у 1896 році. У 1901 році на свій винахід він отримав шведський патент № 17017 «Gauge Block Sets for Precision Measurement» («Набір кінцевих мір для точного вимірювання»).
Завдяки припасуванню гладко оброблених поверхонь та складанню їх у стоси є можливим використовуючи невелику кількість (~100) плиток утворити понад 20 тис. розмірів з кроком 10 мкм комбінуючи максимум до 5 плиток. Такі міри довжини отримали промислове впровадження з 1911 року. Для виробництва кінцевих мір Йогансон у березні 1917 року створив компанію CE Johansson AB (відома, також, як CEJ).

## Загальні положення
Головним призначенням кінцевих мір довжини є збереження і передача розміру одиниці довжини. Кінцевими мірами перевіряють, калібрують або встановлюють на розмір засоби вимірювань (мікрометр, калібр, індикатор годинникового типу, індикатор важільного типу, синусна лінійка тощо), різні контрольні виробничі шаблони та пристрої. У разі коли немає необхідної довжини кінцевої міри з набору, можна скласти у блок до п'яти кінцевих мір для отримання необхідного розміру, шляхом «притирання» мір одна до одної так, що вони не розпадаються (злипаються).

## Точність КМД
За ДСТУ ISO 3650:2009 кінцеві міри довжини виконуються чотирьох класів:
- клас K (допуск від 0,05 до 0,15 мкм, залежно від розміру) — для використання у вимірювальних лабораторіях для контрою вимірювальних приладів, повинні мати свідоцтво про калібрування;
- клас 0 (допуск від 0,01 до 0,18 мкм, залежно від розміру) — базові еталонні міри для перевірки робочих кінцевих мір (нижчого класу точності); для калібрування засобів вимірювань високої точності;
- клас 1 (допуск від 0,15 до 0,20 мкм, залежно від розміру) — для повірки контрольних шаблонів і калібрів, для калібрування довжиномірів та проведення вимірювань у вимірювальних лабораторіях;
- клас 2 (допуск 0,25 мкм, не залежно від розміру) — як встановлювальні та контрольні шаблони вимірювальних приладів нижчої точності, еталони, що заміняють калібри-скоби.

Найпоширенішим матеріалом для виготовлення еталонних мір є гартована підшипникова сталь. Дорожчим матеріалом є кераміка на основі циркону, що характеризується високими зносостійкістю, стійкістю до корозії, відсутністю намагнічування. Найбільшу твердість мають плитки виготовлені з карбіду вольфраму, що виконують захисну функцію (комплект 2 плитки товщиною 2 мм) з метою захисту сталевих плиток від зношування. Кінцеві міри виконуються у трьох базових комплектах:
- малий комплект (47 штук);
- середній комплект (76 штук);
- великий комплект (103 штуки).

Аналогічні стандарти діють в інших країнах: європейський стандарт EN ISO 3650:1998, швейцарський SN EN ISO 3650, німецький DIN EN ISO 3650, французький NF EN ISO 3650, польський PN-EN-ISO 3659:2000 тощо.
За ДСТУ ГОСТ 9038-2009 згідно з призначенням КМД поділяються на еталонні та робочі міри довжини. Для еталонних мір вказується розряд, для робочих — клас точності.
Еталонні КМД призначені для повірки та калібрування вимірювального інструменту і робочих КМД. Допустимі відхилення розмірів та інші вимоги до еталонних КМД вказані у МИ 1604-87.
Робочі КМД призначені для задавання розмірів при слюсарних роботах. Допустимі відхилення розмірів робочих КМД класів точності 00, 01, 0, 1, 2 та 3 вказані в ДСТУ ГОСТ 9038-2009. КМД класів точності 4 та 5 не виготовляються, ці класи присвоюються зношеним і відновленим КМД на основі таблиць допустимих відхилень, вказаних в МИ 1604-87.
В інших країнах використовуються відмінні методики класифікації КМД, які регламентуються відповідними нормами чи державними стандартами: JIS B 7506-1997 (Японія)/DIN 861–1980 (Німеччина), ASME (США), BS 4311: Part 1: 1993 (Велика Британія), за якими допуск на товщину плиток має однакову величину для усіх товщин і кінцеві міри за величиною допуску класифікуються на:
- AAA — еталонні (англ. reference): малий допуск (±0,05 мкм), використовуються для встановлення стандартів;
- AA — калібрувальні (англ. calibration): допуск від +0.10 до −0.05 мкм; використовуються для калібрування повірочних засобів та високоточних мір;
- A — повірочні (англ. inspection): допуск від +0.15 до −0.05 мкм; використовуються як засіб для налаштування інших вимірювальних засобів;
- B — робочі (англ. workshop): великий допуск від +0.25 до −0.15 мкм; використовуються як засоби точних вимірювань.

Інші позначення але подібні параметри класів кінцевих мір передбачаються специфікаціями U.S. Federal Specification GGG-G-15C та ANSI/ASME B89.1.9M.
Окрім довжини також нормується плоскопаралельність робочих поверхонь КМД. Контроль площинності вимірювальних поверхонь кінцевих мір довжини проводиться з використанням явища інтерференції по плоскопаралельній скляній пластині, а контроль паралельності робочих поверхонь за допомогою оптикаторів, інтерферометрів, вимірювальних машин, довжиномірів тощо. Міри, що не відповідають заданій площинності можуть бути відновлені доведенням. Лінійні розміри контролюються за допомогою вимірювальних машин, а також методом Компарування від мір вищого класу (розряду). Мірам, що не відповідають своєму класу може присвоюватись нижчий клас аж до 5-го.

## Матеріали КМД
Кінцеві міри довжини виготовляються з хромистої сталі з високими якістю обробки вимірювальних поверхонь і здатністю до притирання (зусилля зчеплення становить від 3 до 8 кгс), але характеризуються відносно низькою зносостійкістю. Кінцеві міри довжини, виконані з високоміцного твердого сплаву за зносостійкістю у 2,5-3 рази перевершують міри, виготовлені з хромистої сталі. Візуально твердосплавні міри на відміну від стальних мають темно сірий колір і за масою є помітно важчими. Зарубіжні виробники виготовляють кінцеві міри з кераміки (оксид алюмінію, двоокис цирконію, карбід вольфраму тощо), вони відрізняються високою зносостійкістю (у 6-10 разів перевершують сталеві), практично не схильні до корозії, мають малу теплопровідність (це зменшує температурну похибку), істотно легші від сталевих та не намагнічуються. Вартість керамічних мір приблизно у 3-5 разів вища ніж сталевих. Різні матеріали мають неоднакові коефіцієнти лінійного температурного розширення, у сталевих мір він становить 11,5-13 мкм на градус на метр, у твердосплавних −4,5 мкм/°C•м на метр і у керамічних — 9,5 мкм/°C•м.

## Застосування КМД

### Набори кінцевих мір

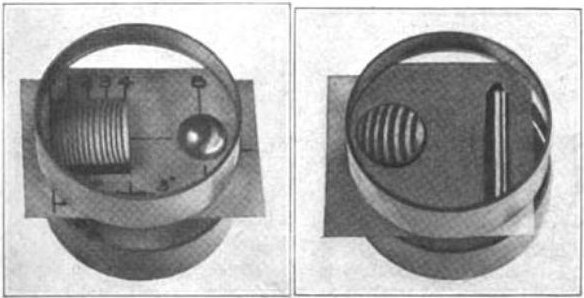
Вимірювання деталей (справа) за допомогою КМД (зліва) і плоскопаралельних скляних пластин. Інтерференційна картина на поверхні КМД показує різницю розмірів між КМД і деталлю.

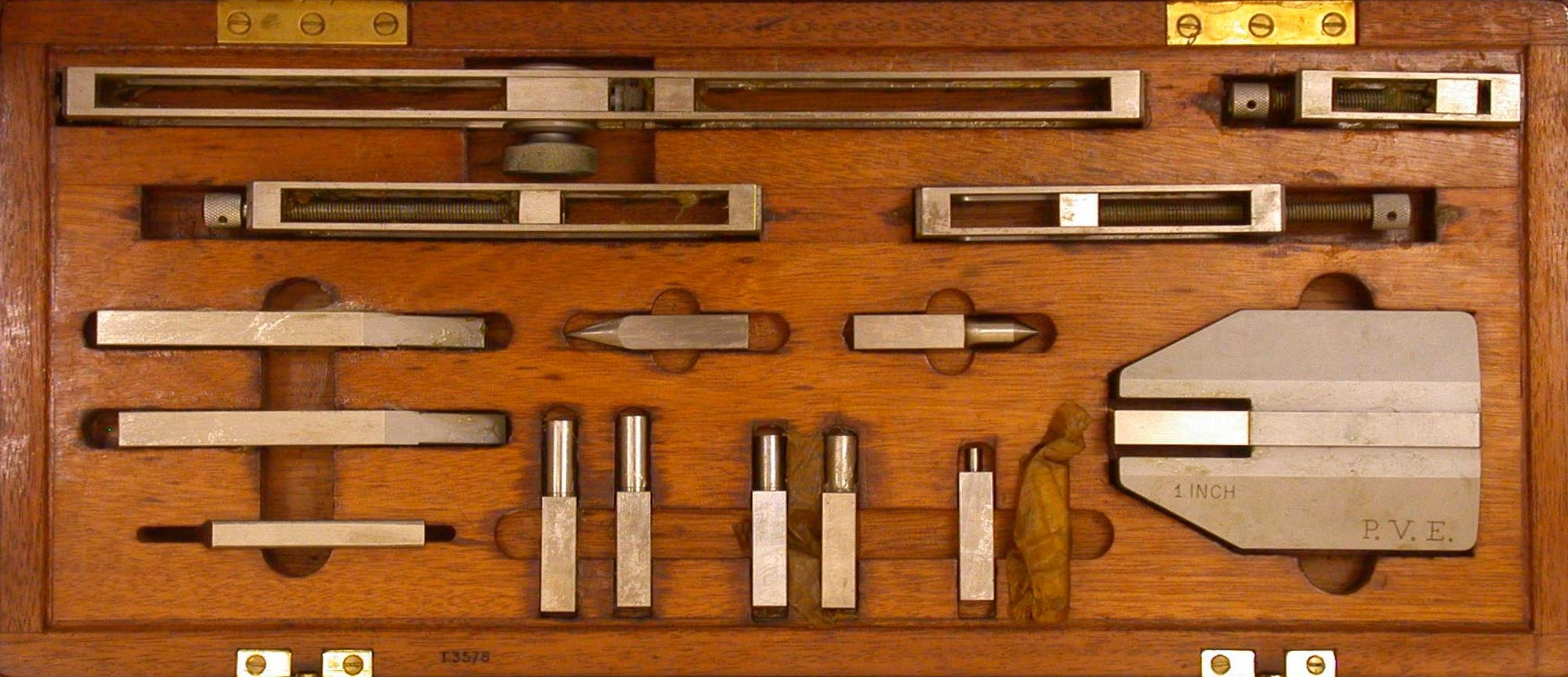
Набір додаткових приладь

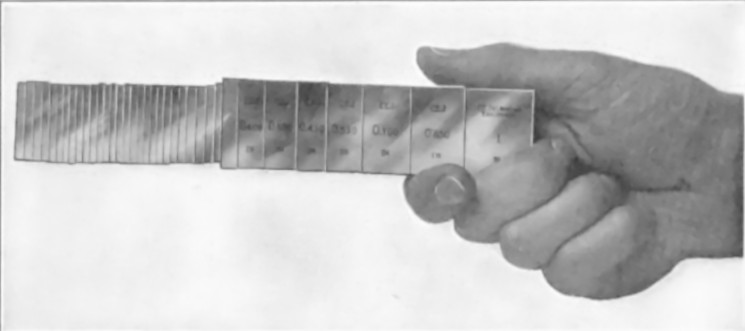
36 плиток утримуються разом після притирання

Кінцеві міри випускають у вигляді наборів, упакованих у футляри, в яких кожній окремій мірі відведено своє місце, з відповідним вказанням номінального розміру. Градація (крок) розмірів кінцевих мір в наборах — від 0001, потім 0,01; 0,1; 0,5; 1 та 10 мм, що практично дозволяє скласти будь-який розмір з точністю до 1 мкм. При наборі кінцевих мір в блоки слід прагнути до мінімальної кількості плиток (мір).
Сталеві та твердосплавні кінцеві міри довжини поставляються наборами, серед яких поширеними є:
:
- № 1 з 83 шт., класи точності 0, 1, 2. Зустрічаються набір № 1 з 87 шт. — чотири додаткові міри є захисними боковими для формування блоків);
- № 2 з 38 шт., класи точності 0, 1, 2;
- № 3 з 112 шт., класи точності 0, 1, 2;
- № 4 з 10 шт., класи точності 0, 1, 2 тощо.

Розрахунок кількості плиток слід починати з підбору найменших за розміром. Притирання промитих бензином або вайт-спіритом плиток роблять у зворотному порядку: беруть спочатку плитку найбільшого розміру, потім наступну за довжиною і, нарешті, найменшу міру. На кінцях зібраного блоку притирають захисні бокові міри з врахуванням їх розміру у блоці.
Для формування блоків та надійного фіксування використовуються набори приладь. За ГОСТ 4119-76 випускаються декілька видів таких наборів:
- набір стяжок (тип ПК-0), для блоків, що складаються з мір понад 100 мм з отворами у бокових гранях;
- повний (тип ПК-1), для вимірювань зовнішніх та внутрішніх розмірів до 320 мм;
- малий (тип ПК-2), для вимірювань зовнішніх і внутрішніх розмірів до 160 мм;
- розмічальний (тип ПК-3), для розмічальних робіт разом з повним або малим вимірювальним набором.

На міри у формі паралелепіпеда розміром понад 100 мм наносяться дві насічки розташовані від вимірювальних граней на відстані з коефіцієнтом 0,21 від номінального розміру і вказують на місця опори. Базування розраховане на мінімізацію можливого прогину при встановленні у горизонтальному положенні.

### Притирання
Притиранням при використанні КМД називають ефект прилипання двох плиток з плоскими відполірованими гранями. Притирання видаляє все повітря між гранями і плитки стискаються атмосферним тиском. Поверхневий натяг залишків промивної рідини і міжмолекулярної взаємодії матеріалу плиток збільшує силу стиснення.
Здатність плиток КМД до притирання є обов'язковою вимогою. Втрата цієї властивості означає недопустимий знос поверхонь.
Не слід плутати притирання КМД із співзвучним технологічним процесом притиранням поверхонь, як виду чистового абразивного оброблення.